# Statte (ruisseau)
Pour les articles homonymes, voir Statte (homonymie).
La Statte est un ruisseau de Belgique, affluent de la Hoëgne et faisant donc partie du bassin versant de la Meuse. Il coule en province de Liège et se jette dans la Hoëgne à Parfondbois dans la commune de Jalhay.

## Parcours
Ce ruisseau prend sa source au lieu-dit Haie Henquinet se trouvant au sud de la Grande Fagne dans les Hautes Fagnes. La Statte forme la cascade des Nutons puis coule au pied du rocher de Bilisse, grand bloc de quartzite se dressant à plus de 20 m. au-dessus du cours d'eau. Ces deux sites sont bien connus des randonneurs en chemin entre Solwaster et la Baraque Michel. Elle passe ensuite par le village de Solwaster, reçoit en rive droite la Sawe avant de rejoindre la Hoëgne au hameau de Parfondbois. Le parcours de la Statte essentiellement boisé jusqu'à Solwaster se termine après 6 kilomètres parmi les prairies ardennaises.